# Lola ya Bonobo
Lola ya Bonobo är ett viltreservat i Kinshasa, 19 km söder om stadens centrum.